# Donald Cameron

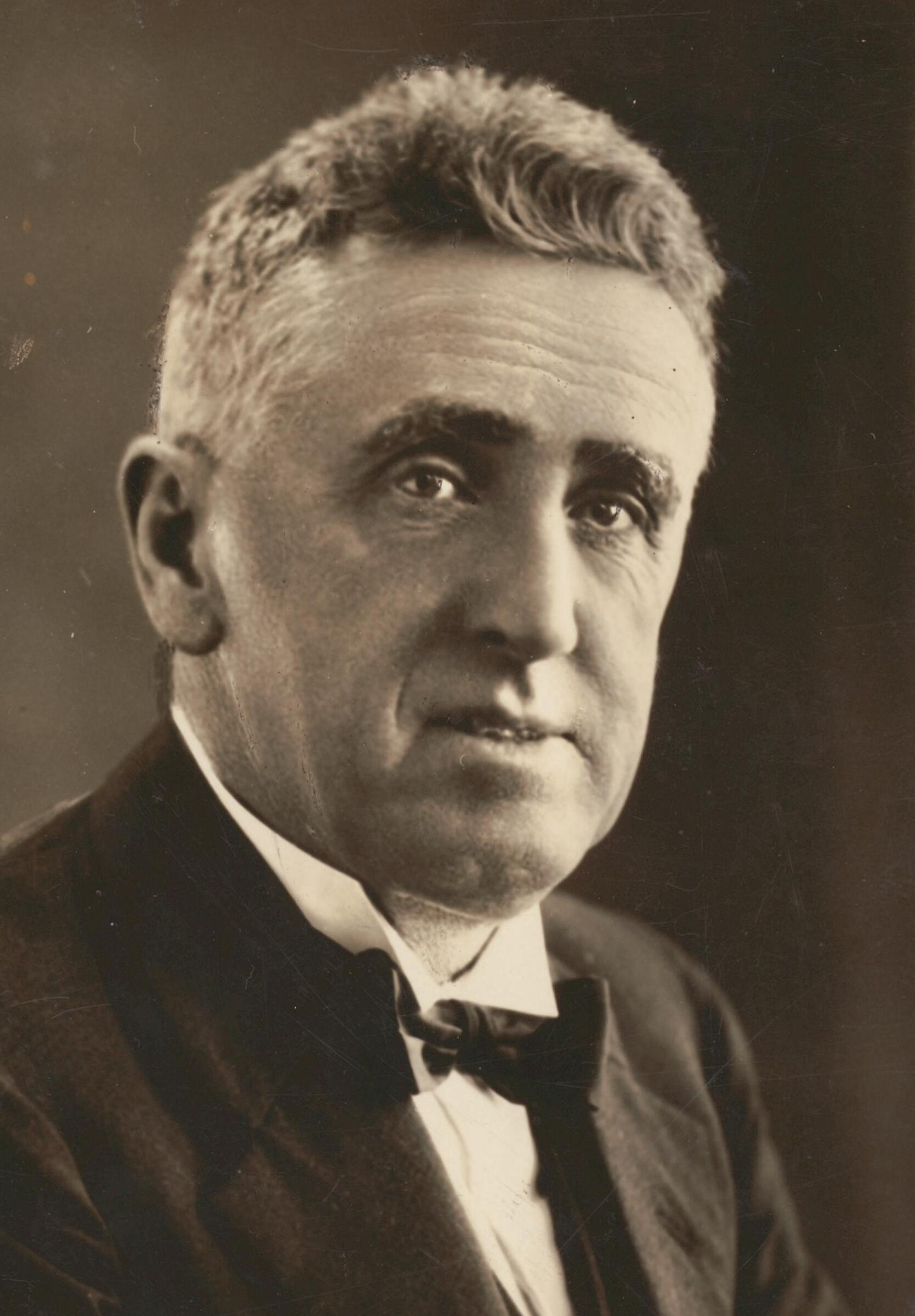
Imagem em preto é branco de Donald james cameron

Donald James Cameron (19 de janeiro de 1878 - 20 de agosto de 1962) foi um político australiano que serviu como senador por Victoria de 1938 a 1962. Ele era membro do Partido Trabalhista e serviu como Ministro da Produção de Aeronaves (1941–1945) e Postmaster-General (1945–1949) nos governos de Curtin e Chifley.